# Pohořelice, Zlín
Pohořelice là một làng thuộc huyện Zlín, vùng Zlínský, Cộng hòa Séc.